# Шлір (Німеччина)
Шлір (нім. Schlier) — громада в Німеччині, знаходиться в землі Баден-Вюртемберг. Підпорядковується адміністративному округу Тюбінген. Входить до складу району Равенсбург.
Площа — 32,58 км2. Населення становить 3910 ос. (станом на 31 грудня 2020).